# Мехмедали Барыш Бешли
Мехмедали Барыш Бешли (тур. Mehmedali Barış Beşli) (род. 12 октября 1970 г., Чайели, Ризе, Турция) — лазский музыкант и политический активист. Основатель рок групы «Zuğaşi Berepe», «Общество лазской культуры» и журнала «Ogni».

## Биография
Мехмедали Барыш Бешли родился 12 октября 1970 года в Чайели, в лазском семье. Свое детство он провел в Ардешене. В возрасте 6 лет он переехал с семьей в Самсун, где завершил свое образование, вплоть до университета. В 1988 году он поступил в Университет Стамбула на факультет права. В марте 1993 года он основал рок-группу «Zuğaşi Berepe», которая впервые исполнила песни на лазском языке вместе с Кязымом Коюнджу. В октябре 1993 года он принимал участие в создании журнала «Ogni», первого журнала в Турции, посвященного лазам, и стал его главным редактором. В 1994 году его судили за сепаратизм в Государственном суде безопасности, и он был оправдан. С его музыкальной группой были выпущены альбомы «Va Mişkunan» в 1994 году и «İgzas» в 1998 году. В 2000 году он начал писать для журнала «Mjora». В 2008 году он основал «Общество лазской культуры», первую организацию в Турции с официальным названием, содержащим слово «Лаз». В 2009 году в рамках организации был выпущен журнал «Skani Nena».